# Vélib'
Vélib’ es un sistema de bicicletas compartidas a gran escala en París, Francia. Lanzado el 15 de julio de 2007, el sistema abarca alrededor de 14.000 bicicletas y 1.230 estaciones de bicicletas, situado al otro lado de París y en algunos municipios de los alrededores, con un promedio diario de 85.811 usuarios en 2011. El nombre de Vélib’ es un acrónimo de las palabras francesas vélo (español: «bicicleta») y liberté («libertad»).
Vélib’ es operado como una concesión por la empresa francesa de publicidad JCDecaux. A partir de 2013, Vélib’ es el tercer mayor programa de bicicletas compartidas en el mundo por el número de bicicletas en circulación, después de los sistemas en las ciudades chinas de Wuhan y Hangzhou. A partir de julio de 2013, Vélib’ tiene la penetración de mercado más alta con 1 bici por 97 habitantes, seguido de Vélo'v en Lyon con 1 bici por 121 residentes, y Hangzhou en China, con 1 por 145.
Desde diciembre de 2011, Vélib’  ha sido complementado por Autolib', un programa de intercambio de coches eléctricos que operan en principios similares.

## Historia

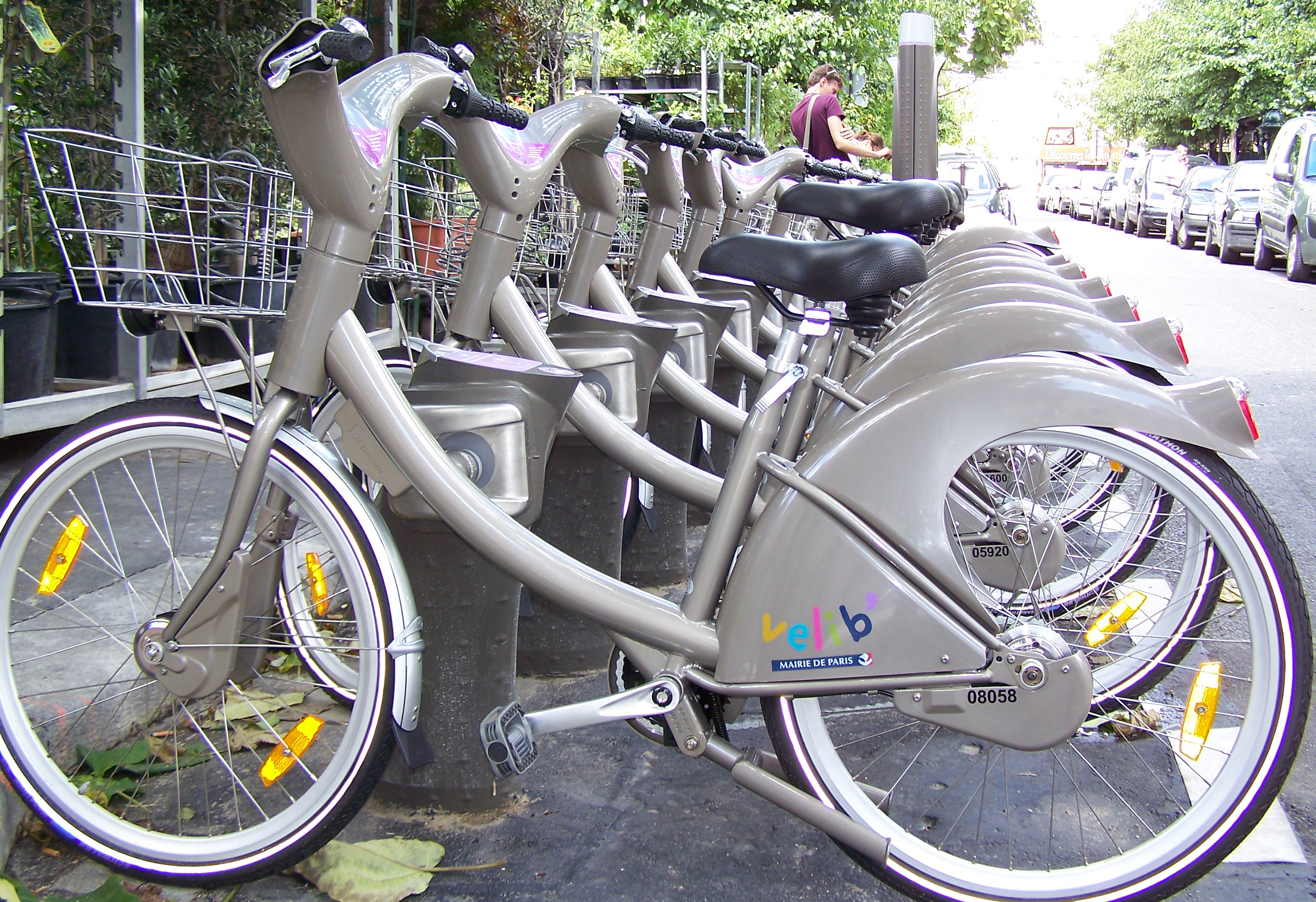
Bicicletas Vélib’ en París

La iniciativa fue propuesta por el alcalde de París y miembro del Partido Socialista francés Bertrand Delanoë. El sistema fue lanzado el 15 de julio de 2007, tras el éxito Vélo'v de Lyon y el esquema pionero de 1974 en La Rochelle. 7.000 bicicletas fueron introducidas inicialmente a la ciudad, distribuidos en 750 estaciones de alquiler automatizados, con quince o más plazas de aparcamiento de bicicletas cada uno. Al año siguiente, la iniciativa se amplió a unas 16.000 bicicletas y 1.200 estaciones de alquiler, con aproximadamente una estación cada 300 metros (980 pies) en todo el centro de la ciudad. haciendo Vélib 'el segundo más extenso sistema de su tipo en el mundo, superada en número de estaciones solo por el Programa de bicicletas públicas de Hangzhou en China. 
Durante su primer año de funcionamiento, Vélib' informó de 20 millones de viajes realizados, y en su sexto aniversario, se reportaron un total de 173 millones de viajes.

## Sistema

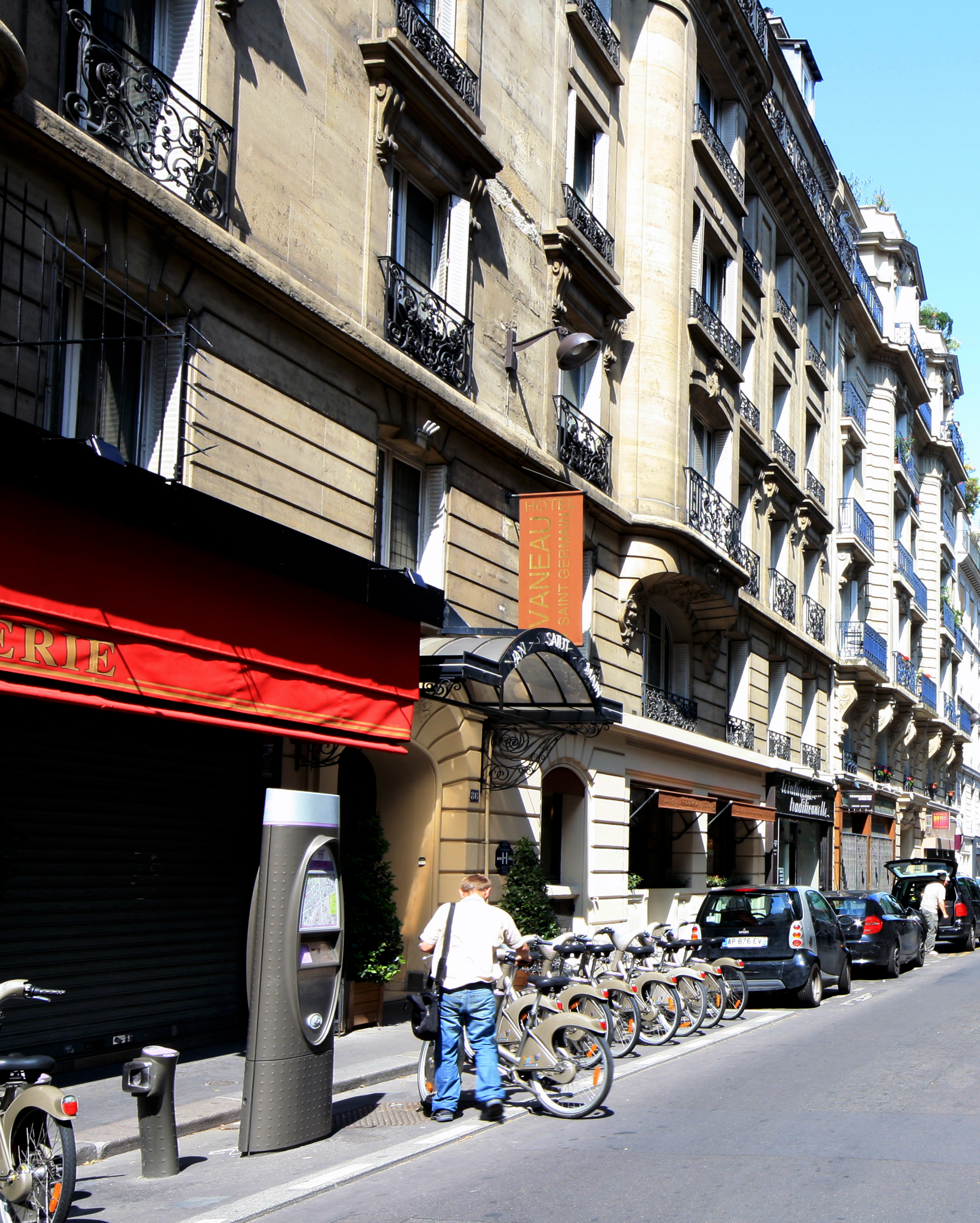
Bicicletas, terminal y equipo

Las bicicletas plateadas del sistema se producen en Hungría por la empresa francesa de bicicletas Mercier y son reparadas por JCDecaux. El precio por la bicicleta se ha afirmado de diversas maneras así como US $500,  $1.300 (si está provista por JCDecaux), $3.460,  o $3.500 dólares cada una. Son bicicletas de tres velocidades con frenos de tambor para seguridad y con un peso aproximado de 22.5 kilogramos (50 libras) cada una. Las bicicletas Vélib’ están equipadas con un sistema de cerradura de bloqueo, una cesta delantera e iluminación led siempre encendida, alimentada por un dinamo de buje delantero.
Cada estación Vélib’ está equipada con un terminal de alquiler automático, un mapa de otras estaciones cercanas y puestos para docenas de bicicletas. Los terminales de alquiler también muestran información sobre las estaciones Vélib’ cercanas, incluyendo la ubicación, el número de bicicletas y puestos disponibles. Si un usuario llega con una bicicleta alquilada a una estación sin espacios abiertos, el terminal otorga otros quince minutos de tiempo de alquiler gratuito. Una flota de vehículos con capacidad de 23 bicicletas cada uno se utiliza a diario para redistribuir las bicicletas entre las estaciones vacías y llenas.

### Tarifas

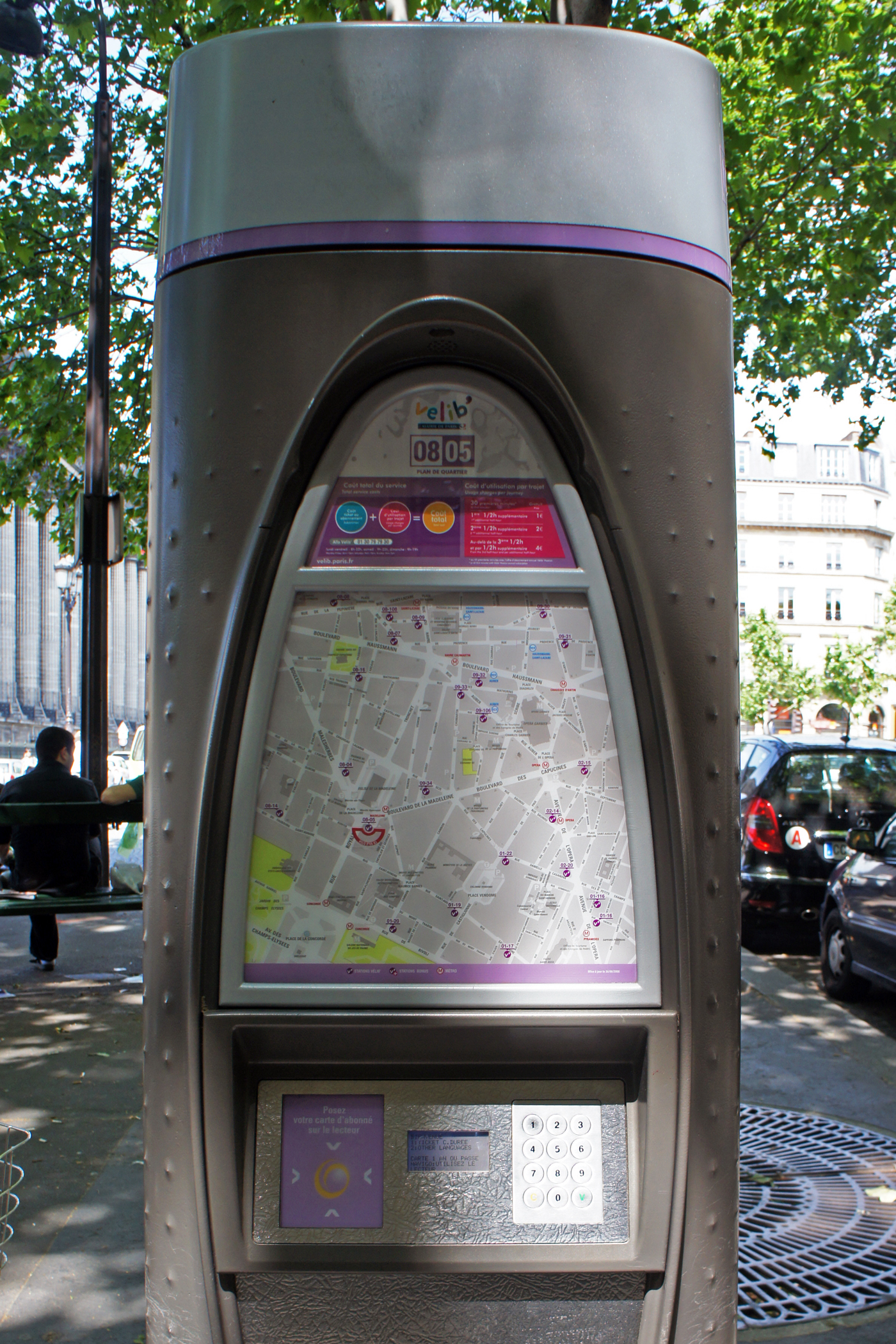
Estación automatizada de pago Vélib’

Para utilizar el sistema, los usuarios tienen que obtener una suscripción, lo que permite al abonado un número ilimitado de alquileres. Las suscripciones se pueden adquirir en €1,70 por día, €8 / semana, €29 / año (Vélib' Classique), o €39 / año (Vélib' Passión). Con una suscripción, el alquiler de bicicletas es gratuito para la primera media hora de cada viaje individual; un número ilimitado de estos viajes gratis se pueden hacer por día. Un viaje que dura más de 30 minutos tiene un coste de 1€ a €4 para cada período subsiguiente de 30 minutos. La escala de precios cada vez mayor está destinado a mantener las bicicletas en circulación. Una suscripción Vélib’ Passion permite al usuario disponer de los primeros 45 minutos gratis en cada viaje, su precio es reducido a €29 para los usuarios menores de 27 años, y hasta €19 para los estudiantes que reciben una beca.
| time   | 30 min | 1 h | 1:30 h | 2 h | 5 h | 10 h | 20 h |
| tarifa | gratis | €1  | €3     | €7  | €31 | €71  | €151 |